# زیبایی‌شناسی نظری
زیبایی‌شناسی نظری ؛ مانند تحقیقات روان شناختی اولیه؛ بر تحلیل درونی و باورهای شخصی از مفهوم زیبایی و خویشاوند بودن محیط استوار است. چنین تحلیل‌هایی تحت عنوان هرمنوتیک؛ پدیدار شناسی؛ وجودی؛ وسیاسی که همگی فلسفی اند؛ انجام شده‌اند.